# Archie (meteorito)
Archie es un meteorito de condrita H que cayó a la tierra el 10 de agosto de 1932 en Archie, Misuri, Estados Unidos.

## Clasificación
Se clasifica como una condrita ordinaria y pertenece al tipo petrológico 6, por lo que se asignó al grupo H6.